# Fleetstreet
Koordinaten: 53° 32′ 54,6″ N, 9° 59′ 3,5″ O
Das Theater Fleetstreet wurde am 9. März 2006 in Hamburg mit der Aufführung von Ich gegen mich von Dostojewski in der Regie von Angela Richter seiner Bestimmung übergeben.
Es wurde damals von Kunstmäzen Jochen Waitz kostenlos dem Jungregisseur Alex Krebs zur Verfügung gestellt, der in Hamburg am Institut für Theater, Musiktheater und Film studiert hat.
Das Theater, das auf 120 Quadratmetern 100 Sitzplätze bietet, soll wechselnden Nachwuchskünstlern Freiraum für avantgardistische Stücke geben, auf der sechs mal sechs Meter großen Bühne sollen neben den Theateraufführungen auch Diskussionen und Konzerte stattfinden. Ferner werden alte Kinofilme dem Publikum nahegebracht.
Zu Jahresbeginn 2011 wurde ein Resident-Programm aufgelegt, welches für eine zwei- bis sechsmonatige Bespielung des Veranstaltungsortes konzipiert ist.
Die Programm-Teilnehmer waren seitdem: 
- das Kollektiv one|twofour
- die Hamburger Theatergruppe „Die Azubis“
- die Performerin Johanna Castell
- die bildenden Künstler Mirela Baciak und Nicholas Hoffman
- die Choreographin Navina Neverla
- die interdisziplinäre „costa compagnie“
- der „Pseudo-Hermaphrodit“ Tucké Royale
- das „National Theatre of Somalia“

Derzeit residieren Intermedia Orkestra zusammen mit cobratheater.cobra und ihrem Projekt „The Spectator's Ship“.
Das Theater befindet sich in der Neustadt, Admiralitätstraße 71.